# Gaur
Der in Süd- und Südostasien verbreitete Gaur (Bos gaurus) ist der größte lebende Vertreter der Rinder. In Form des Gayals (Bos frontalis) ist er von Menschen (teil-)domestiziert worden.

## Merkmale
Ein Gaurbulle kann eine Kopf-Rumpf-Länge von 3,30 m, eine Körperhöhe von 2,20 m und ein Gewicht von über einer Tonne erreichen, die Kühe sind etwa ein Viertel kleiner. Die Kopf-Rumpf-Länge liegt bei ausgewachsenen Gauren zwischen 2,50 und 3,30 m, die Schulterhöhe schwankt zwischen 1,65 und 2,20 m und das Gewicht beträgt 600 bis 1150 kg. Die Schwanzlänge dieser Rinderart schwankt zwischen 70 und 100 cm.
Auffallend sind die Halswamme und die mächtigen Muskelgruppen der Stiere, die vor allem im Schulterbereich einen regelrechten Muskelkamm bilden und die riesigen Rinder noch gewaltiger erscheinen lassen. Das kurze Fell ist braun, mit Abstufungen zwischen rötlichen und schwärzlichen Farbschlägen, meist jedoch dunkelbraun oder schwärzlich. Alte Bullen sind meist weitgehend haarlos und fast schwarz. Die Beine sind von den Hand- und Sprunggelenken bis zu den Hufen weiß gefärbt, was ihnen ein gestrümpftes Aussehen verleiht. Die Stirn und der Kamm zwischen den Hörnern ist gräulich-weiß. Die Hörner selbst sind im Schnitt 90 cm lang und halbmondförmig aufwärts gebogen. Sie sind gelblich-weiß und tragen oft schwarze Spitzen.

## Verbreitung

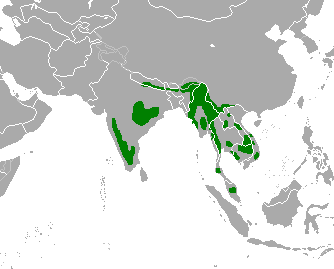
Heutiges Verbreitungsgebiet des Gaur

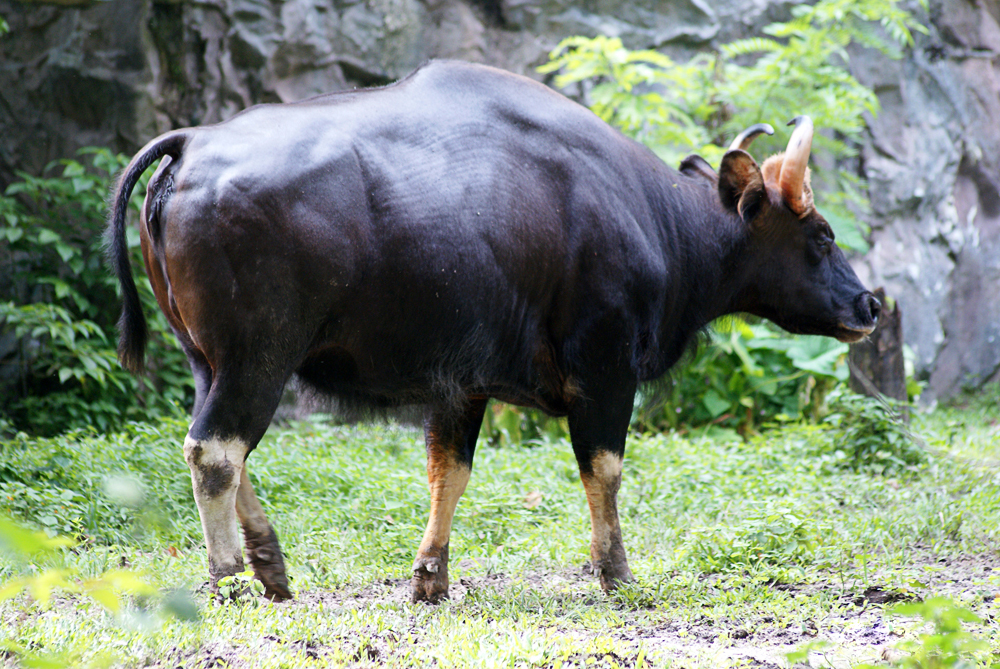
Malaiagaur oder Seladang im Nationalzoo von Malaysia

Das Verbreitungsgebiet umfasst Indien, Nepal, Bangladesch, Myanmar, Thailand, Kambodscha, das südliche Vietnam und die Malaiische Halbinsel. Ursprünglich waren die meisten Gebiete dieser Länder von Gauren besiedelt, heute trifft man nur noch einzelne zersplitterte Populationen an, die sich zumeist auf Nationalparks und Schutzgebiete beschränken. Vor kurzem hat man auch im südlichsten Winkel der chinesischen Provinz Yunnan Gaure entdeckt. Im Mittleren Holozän erstreckte sich das Verbreitungsgebiet des Gaurs bis an den Nordrand des tibetischen Hochlands. Darauf verweisen genetische Daten von rund 5200 Jahre alten Funden aus der spätneolithischen Siedlung von Shannashuzha in der chinesischen Provinz Gansu.
Mehrere Unterarten wurden beschrieben, doch die einzige, die sich wirklich deutlich vom typischen Vorderindiengaur (Bos gaurus gaurus) unterscheidet, ist der Malaiagaur oder Seladang (Bos gaurus hubbacki), der etwas kleiner ist und einen schwächeren Kamm zwischen den Hörnern besitzt.

## Lebensweise

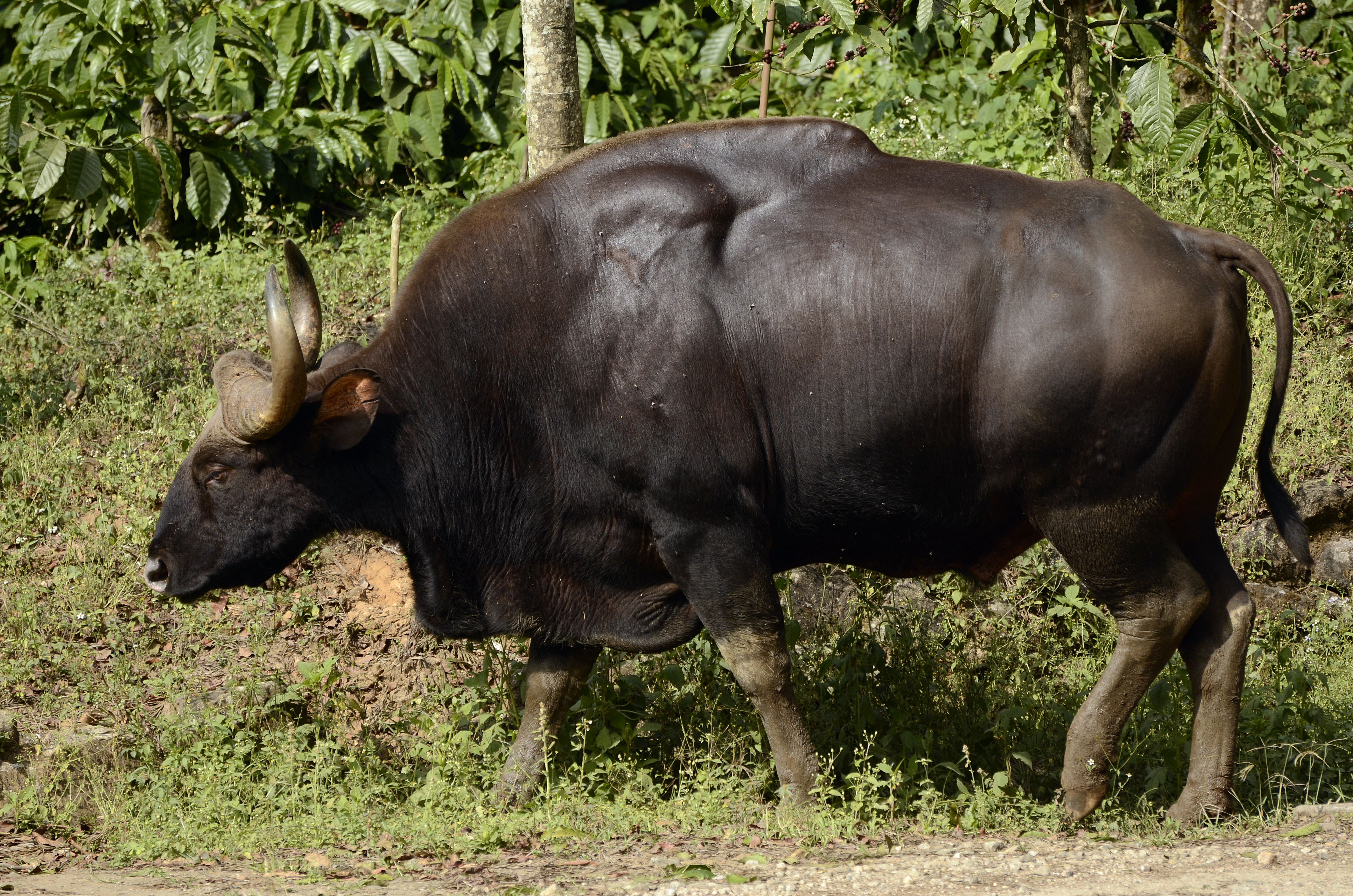
Ein Gaurbulle

Der Gaur lebt in dichten Wäldern. Zum Fressen kommt er gelegentlich auf Lichtungen oder an die Waldränder, meidet aber meistens das offene Land. Er benötigt stets Wasser zum Trinken und Baden, scheint sich aber nicht ausgiebig zu suhlen, wie etwa Wasserbüffel es tun.
Gerne leben Gaure in hügeligem Gelände und steigen gebietsweise bis 1800 m auf. Im Himalaya bewohnen sie nur die Vorberge und erreichen nicht diese Höhenlagen. Gaure sind von Natur aus tagaktiv, haben sich aber in der Nähe menschlicher Siedlungen oft auf eine nächtliche Lebensweise umgestellt. Sie sind typische pflanzenfressende Gemischtköstler, die sowohl Gras als auch Laub und Kräuter nehmen. Wenn frisches, grünes Gras vorhanden ist, ziehen sie dieses Laub und Kräutern vor. Ihre Herden bestehen aus etwa zehn, ausnahmsweise bis zu vierzig Tieren; dies sind Kühe mit ihren Kälbern, begleitet von einem Bullen. Die Bullen wechseln oftmals die Herden. Je Herde kann es nur einen Bullen geben; das Recht, eine Herde zu führen, wird in Kämpfen ausgetragen, die aber kaum jemals zu Verletzungen führen. Meist werden die Auseinandersetzungen schon vorher durch Imponiergesten entschieden, bei denen die Bullen sich gegenseitig ihre mächtigen Schulterpartien von der Seite her zeigen. Junge Bullen bilden eigene Verbände, alte Bullen leben als Einzelgänger. Gaure pflanzen sich zu allen Jahreszeiten fort, doch häufen sich die Paarungszeiten in Zentralindien in den Monaten zwischen Januar und Juni. Nach 270 bis 280 Tagen kommt ein Kalb zur Welt, das etwa 23 kg wiegt und 9 Monate gesäugt wird.

## Menschen und Gaure

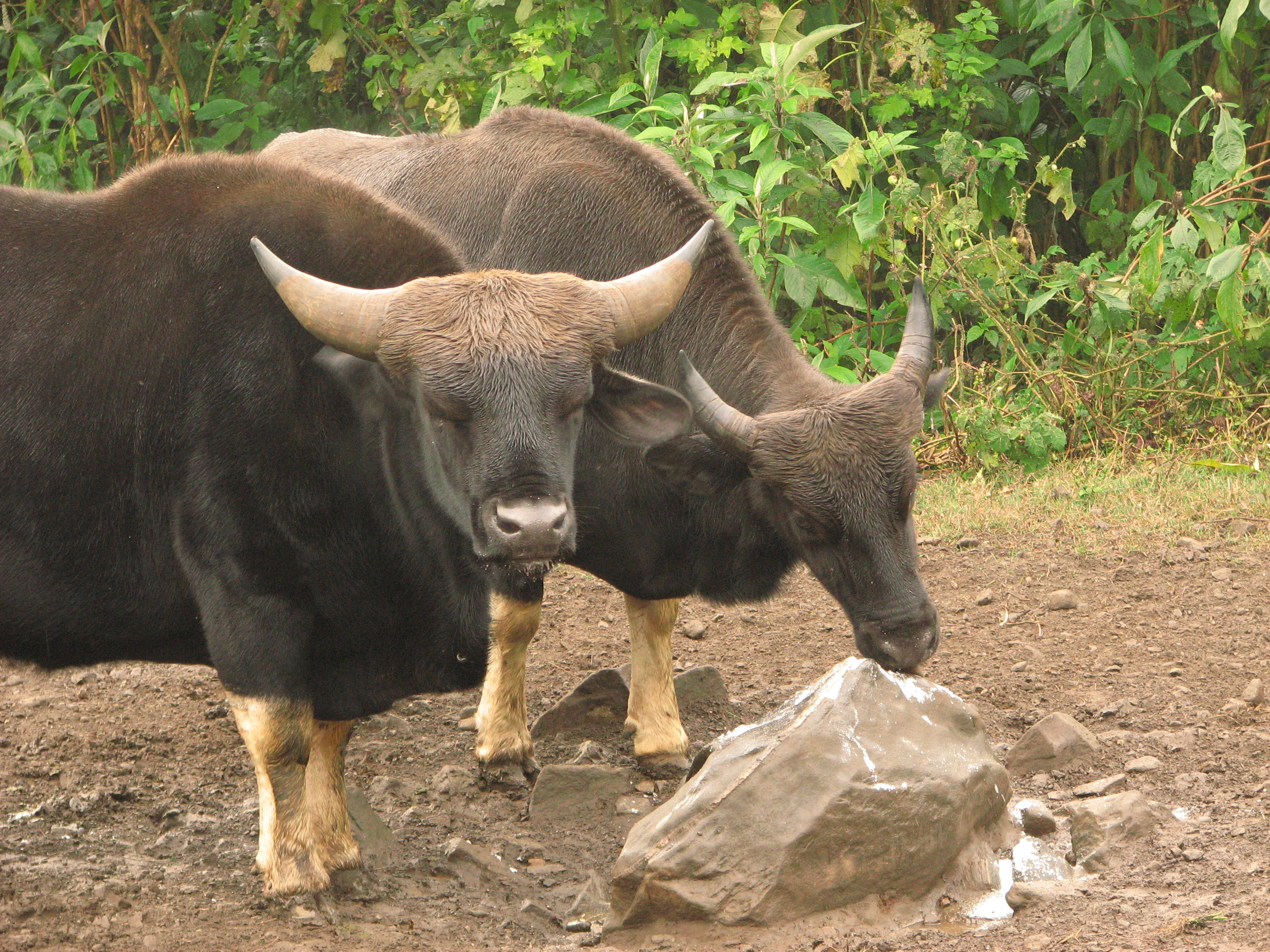
„Mithune“ in Arunachal Pradesh

### Gefährdung
Die IUCN stuft den Gaur als gefährdet ein. Durch menschliche Bejagung und Ansteckung mit Viehseuchen ist sein Bestand sehr geschrumpft. Heute gibt es noch etwa 20.000 wilde Gaure, die über inselartig begrenzte Gebiete verstreut leben. Die Populationsentwicklung ist in den verschiedenen Ländern des Verbreitungsgebiets sehr unterschiedlich: In Indien haben sich die Bestände seit den 1990ern sogar vergrößert, hier leben heute 90 % aller wilden Gaure. Man trifft sie vor allem in den Nationalparks wie z. B. Bandhavgarh, Kanha, Kaziranga, Manas, Periyar und in dem südindischen Nationalparkkomplex um Bandipur, Nagarhole und Mudumalai. Auch im nepalesischen Chitwan-Nationalpark gibt es noch Gaure. In allen Ländern Südostasiens ist die Situation dagegen dramatisch: hier sind alle Populationen von der Vernichtung bedroht. So gibt es in Malaysia wohl nur noch etwa 300 dieser wilden Rinder (Quelle von 1989).

### Domestikation
Gaure gehören zu den fünf bis sechs Rinderarten, die von Menschen domestiziert wurden. Die Haustierform wird Gayal, Stirnrind oder Mithun genannt. Der Gayal ist deutlich kleiner als sein wilder Vorfahr und gilt als zahmer, gilt aber nur als teildomestiziert. Er wird als Arbeitstier und Fleischproduzent eingesetzt. Gayale werden nur in der Grenzregion von Myanmar, Assam, Manipur und Nagaland gehalten; in den übrigen Teilen des Verbreitungsgebiets ist der Gaur nie domestiziert worden, ist also nur lokal begrenzt von Bedeutung. Meistens leben die Gayalherden halbwild im Dschungel und kommen nur gelegentlich in die Dörfer. Allerdings sind mancherorts Gayale mit Hausrindern gekreuzt worden; diese Mischlinge werden auch in anderen Teilen Indiens genutzt und haben wiederum typische Haustiereigenschaften.

## Namen
Heute wird der Gaur als Bos gaurus geführt, womit Charles Hamilton Smith im Jahr 1827 erstmals die Wildform bezeichnet hatte. Der wissenschaftliche Name Bos frontalis für den Gayal als domestizierte Form war hingegen bereits 1804 von Aylmer Bourke Lambert geprägt worden. Mit der Opinion 2027 entschied die International Commission on Zoological Nomenclature (ICZN) im Jahr 2003 den wissenschaftlichen Namen für die Haustierform zu konservieren und somit zur Verfügung zu stellen.
Die Namen Gaur und Gayal stammen aus dem Hindi. Daneben wird gelegentlich, vor allem von Südostasien-Reisenden, der malaiische Name Seladang verwendet. In Myanmar wird er Pyaung genannt, in Kambodscha heißt er Kiting, in Thailand Krathing (Thai: กระทิง) und in Vietnam Kratie. Aus dem thailändischen Namen leitet sich auch der Name des seit den frühen 1970ern vorwiegend in Thailand vertriebenen Energydrinks Krating Daeng ab. Im Zusammenhang mit Safaritourismus trägt er den etwas missverständlichen englischen Namen „Indian Bison“.

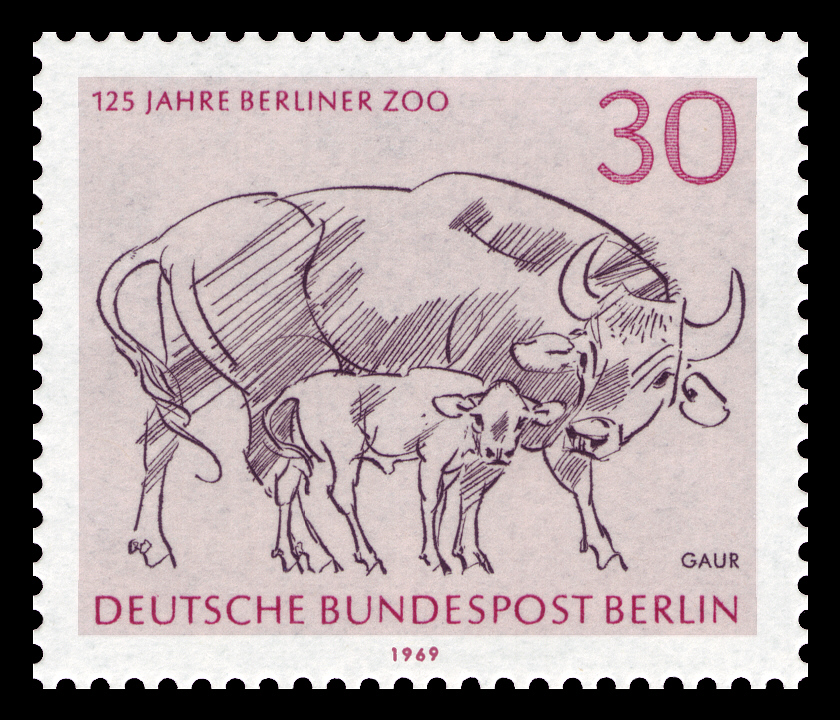
Gaur auf einer Briefmarke der Deutschen Bundespost Berlin von 1969

## Gaure in Deutschland
Drei VdZ-Zoos in Deutschland halten Gaurgruppen: der Zoo Berlin, der Zoo Dortmund sowie der Zoo Münster. Der Münchner Tierpark Hellabrunn gab seine letzte verbliebene Gaur-Kuh 2011 an den Zoo Dortmund ab und hält seitdem keine Gaure mehr.